# 达克布·阿旺丹增田来嘉木苏
达克布·阿旺丹增田来嘉木苏（1901年—1958年）蒙古族，阿拉善旗通湖巴嘎人，第六世达克布活佛。

## 生平
已还俗的首位第五世达克布活佛“三爷葛根”病逝后，按照宗教习俗，寻访认定了第六世达克布活佛。他于1901年腊月三十日生于阿拉善旗通湖巴嘎的查拉嘎尔河畔，父亲名毛道尔格。第五世迭斯尔德活佛主持了第六世达克布活佛的确认、迎请、坐床。12岁坐床。后来在第五世迭斯尔德活佛的安排下，赴西藏学经，由十三世达赖授比丘戒。到印度朝佛之后，经加尔各答、上海、北京等地回到阿拉善旗。
南寺历代有两位寺主活佛，即达克布活佛（南寺葛根）、迭斯尔德活佛（喇嘛坦），其中喇嘛坦的地位次于葛根。但是，第五世迭斯尔德活佛在数十年内一直是独自专权。这是因为其学问及声望远超第六世达克布活佛，而且第六世达克布活佛是其徒弟。后来，第六世达克布活佛曾在一些人的挑唆下，冒犯第五世迭斯尔德活佛。第六世达克布活佛思想激进，不满阿拉善旗的旗政，因而同阿拉善旗政府产生矛盾，也做过一些当时的阿拉善旗政府不能容忍的举动。在形势不利的情况下，他拜访师父第五世迭斯尔德活佛，向他秘密辞行，随后以去巴音森布尔祭祀敖包为名，率两人出走，终生再未回来。
第六世迭斯尔德活佛贾拉森在《缘起南寺》一书中称，根据最近阿拉善盟政协人员调查核实，证实第六世达克布活佛于1958年在内蒙古自治区锡林郭勒盟镶黄旗圆寂。